# Villanueva de San Juan
Villanueva de San Juan er en by og kommune i det sydlige Spanien i provinsen Sevilla. Den har et indbyggertal på 1.002 (2024) indbyggere.